# Šindel

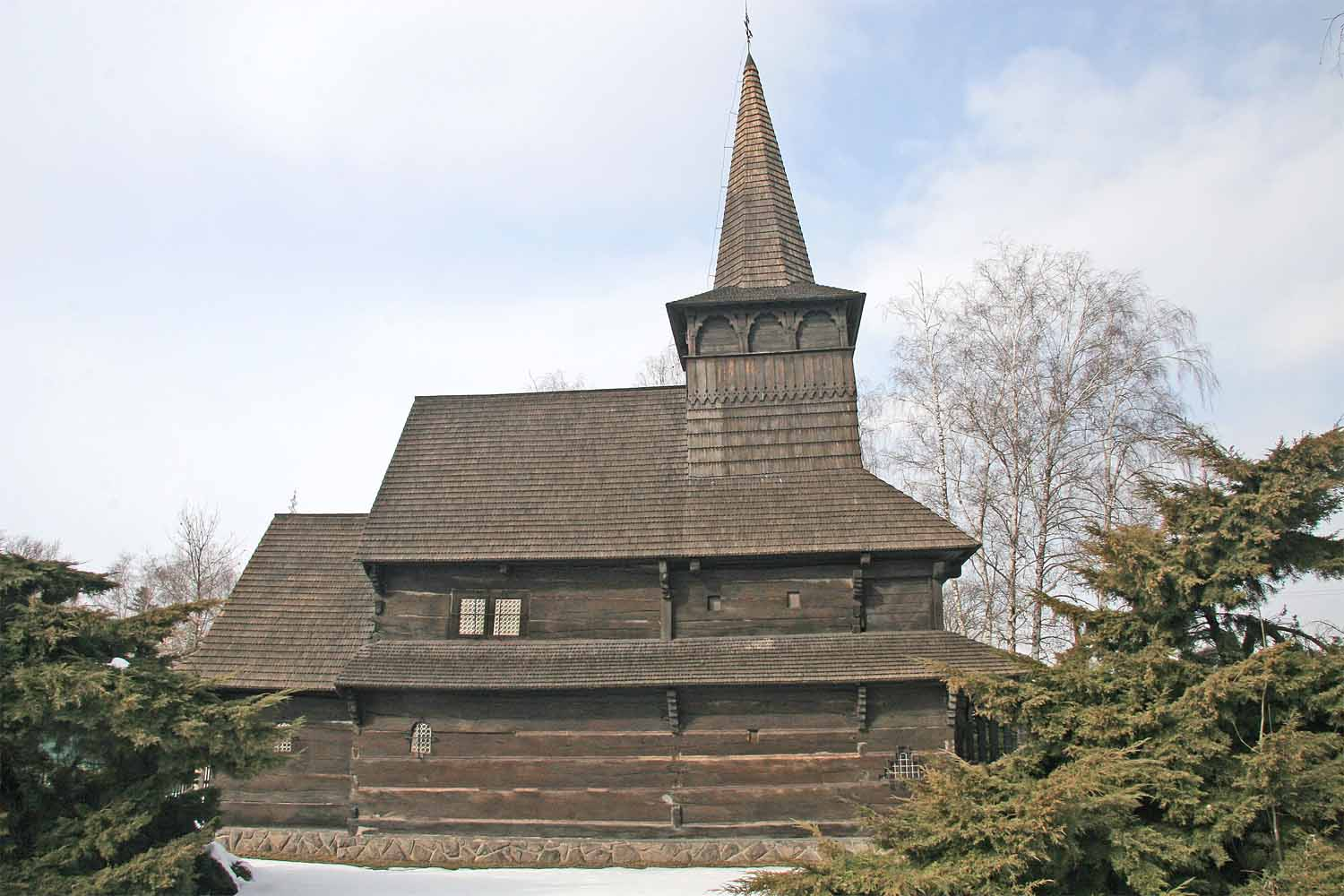
Dřevěný kostelík v Dobříkově se šindelovou střechou.

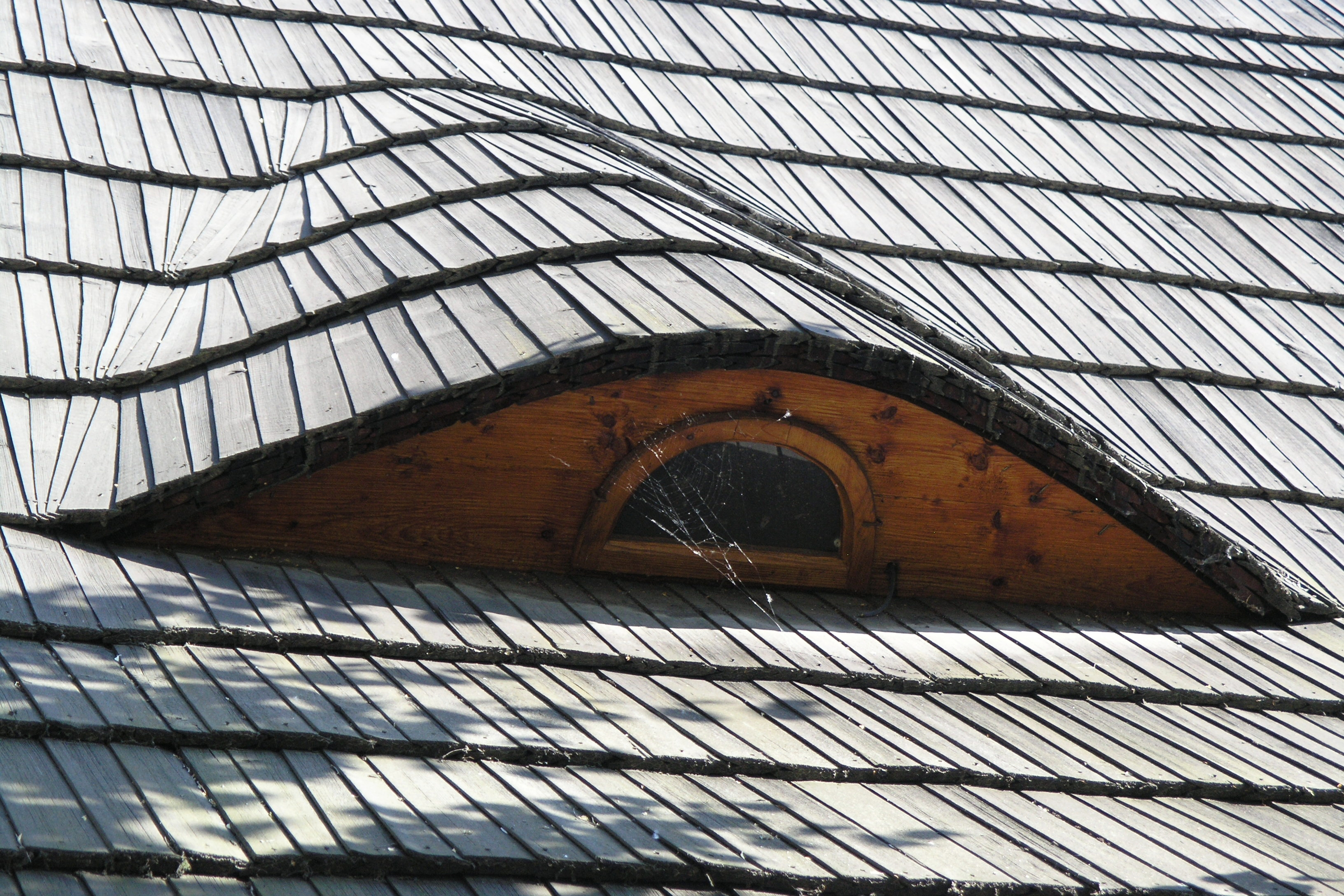
Detail střechy s šindelovou krytinou

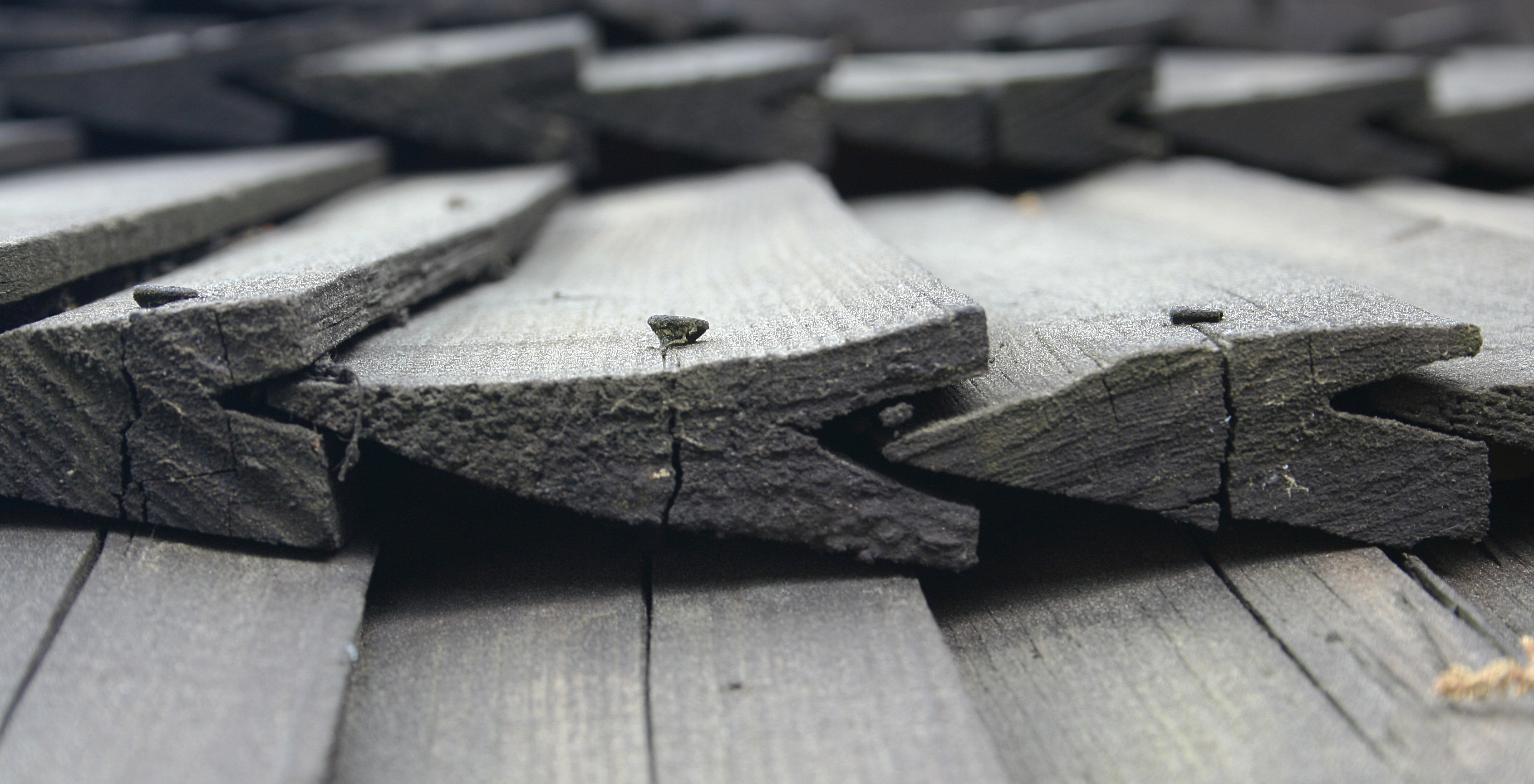
Detail šindelového spoje

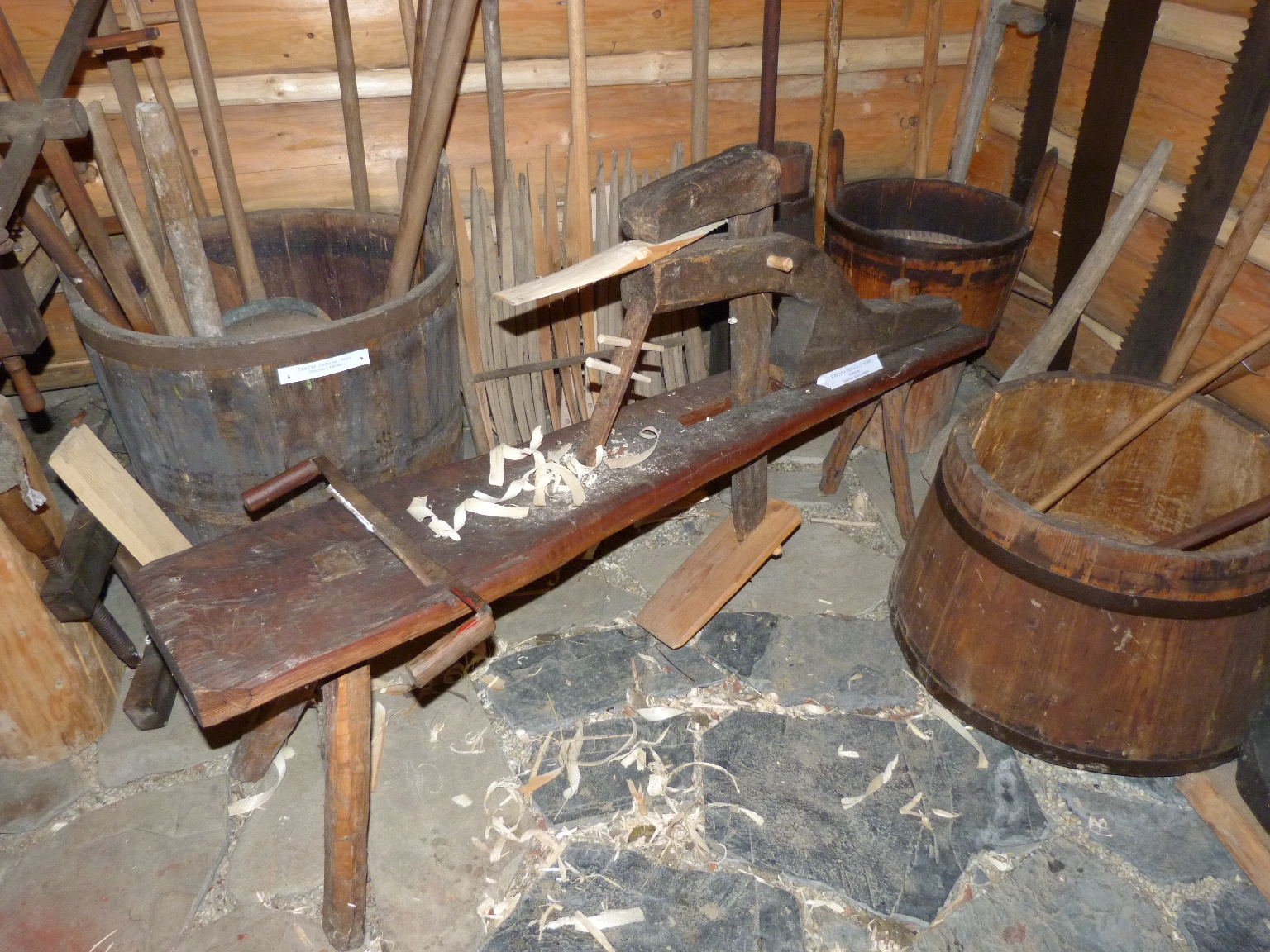
Strýcova stolica - nepostradatelný pomocník při výrobě šindele v Muzeu dřevěného porculánu

Šindel je jednou z tradičních střešních krytin lidových staveb. Jedná se o dřevěnou destičku břitovitého tvaru, širokou 8 až 15cm a dlouhou 50 až 60 cm. Tloušťka je asi 1,5 až 2,5 cm. Jedna strana je opatřena drážkou a na druhé straně je břit.

## Historie
Až do 19. století měla šindelovou střechu převážná většina budov, zámky, hrady a kostely nevyjímaje. V souvislosti s požárními předpisy se však starý šindel překrýval břidlicí a později eternitem. Mnoho domů ve městech má stále původní šindelovou krytinu pod novějším krytím.
První stroj na výrobu šindele si nechal patentovat rožmitálský lesmistr Karel Daniel Gangloff v roce 1855. Později za svůj stroj získal zlatou medaili na průmyslové výstavě v Belgii. Svou šindelku realizoval u rybníka Obžera ve Starém Rožmitále, kde šindelka fungovala skoro až do poloviny 20. století. V dobách největší prosperity vyráběla až milion kusů šindele ročně. Gangloffovu šindelku má v expozici Podbrdském muzeu v Rožmitále pod Třemšínem.
Výrobou a údržbou šindelových střech se zabývá již téměř zaniklé truhlářské a tesařské řemeslo šindelářství. V současnosti se jedná spíše o luxusní a památkovou záležitost, protože většina umělých krytin nedosahuje kvality a tedy i ceny šindelové krytiny, kterou lze vykrýt všechny tvary, které si na střeše lze vymyslet bez kousku oplechování.

## Výroba

### Šindel štípaný
Vyrábí se ručně a má trojnásobnou životnost než řezaný šindel. Díky nepřerušeným dřevním vláknům u štípaného šindele je zamezeno vzlínání vody do šindele, dochází k rychlejšímu odtoku vody ze střechy a také je proti řezanému šindeli pevnější.

### Šindel řezaný
Vyrábí se strojově z prkének a jeho životnost je menší, protože při řezání prken se poruší vlákna dřeva. Řezaný šindel je vyráběn z prken, řezaných po délce kmene. Nelze vyrábět řezaný šindel s vlastnostmi štípaného, vždy se jedná o pouhou atrapu.

### Plastový šindel
Na trhu jsou levnější plastové šindele, které imitují dřevěný šindel a skládají se do sebe jako šablony.

## Použití
Pro dlouhou životnost šindele je nezbytná impregnace šindele a jeho povrchová údržba, kdy je nutné opakovat nátěry v periodě cca 8 let. O trvanlivosti a odolnosti materiálu jasně vypovídá skutečnost, že jsou s ním obkládány dodnes stavby v drsných horských podmínkách, kde beton selhává.
Jeden čtvereční metr šindelové krytiny váží podle způsobu pokládání 15 až 25 kg. Používá se jednoduché nebo dvojité krytí. U dvojitého krytí se šindele pokládají tak, že následující překrývá polovinu předchozího, čímž ve všech místech je alespoň dvojitá vrstva, která lépe odolává průniku vody (zejména první déšť po delším suchu, kdy se dřevo stáhne a mezi břitem a drážkou vzniknou drobné spáry). Vzdálenost mezi jednotlivými krokvemi bývá až dva metry (u pálené krytiny bývá do jednoho metru). Životnost může být při kvalitním položení a vhodné údržbě až 60 let.

Šindel
Schéma spojování